# تايسوكي موراماتسو
تايسوكي موراماتسو (村松 大輔) (ولد 16 ديسمبر 1989) هو لاعب كرة قدم ياباني، شارك في دورة الألعاب الاولمبية الصيفية عام 2012 في المملكة المتحدة.

## روابط خارجية
- تايسوكي موراماتسو على موقع الاتحاد الدولي (مؤرشف)  (الإنجليزية)
- تايسوكي موراماتسو على موقع رابطة كرة القدم اليابانية للمحترفين (اليابانية)
- تايسوكي موراماتسو على موقع قاعدة بيانات كرة القدم.إي يو (الإنجليزية)
- تايسوكي موراماتسو على موقع Soccerway.com (الإنجليزية)
- تايسوكي موراماتسو على موقع عالم كرة القدم.نت (الإنجليزية)
- تايسوكي موراماتسو على موقع أوليمبيديا (الإنجليزية)

1. ↑  "Taisuke Muramatsu". الألعاب الأولمبية الصيفية 2012. مؤرشف من الأصل في 2013-05-01. اطلع عليه بتاريخ 2012-09-06.